# Euphyia immixta
Euphyia immixta är en fjärilsart som beskrevs av Paul Dognin 1909. Euphyia immixta ingår i släktet Euphyia och familjen mätare. Inga underarter finns listade i Catalogue of Life.